# 圣梅斯兰迪博斯克 (厄尔省)
圣梅斯兰迪博斯克（法語：Saint-Meslin-du-Bosc）是法国厄尔省的一个市镇，属于贝尔奈区（Bernay）昂夫勒维尔拉康帕尼县（Amfreville-la-Campagne）。该市镇总面积1.57平方公里，2009年时的人口为240人。

## 人口
圣梅斯兰迪博斯克人口变化图示